# 경명군 묘
경명군 묘는 대한민국 경기도 의정부시 신곡동에 있다. 1986년 3월 14일 의정부시의 향토문화재 제11호로 지정되었다.

## 개요
경명군(景明君, 1489~1526)은 조선시대 성종(成宗, 1457-1494)의 아들로 이름은 침(?)이고 자는 성지(誠之)이다. 뛰어난 성품과 학문으로 명망을 얻었던 경명군은 중종(中宗)대 정1품의 관직으로써 왕의 친족 중에서 임명되는 직책이었던 도제조(都提調)와 태조 이성계의 왕비였던 신의왕후를 모신 사당인 문소전(文昭殿)을 관장하는 역할을 겸하였다. 그러나 1521년(중종 16) 역모에 연루되어 실의 속에 주야로 과음하다가 일생을 마치고 의정부시 신곡동 산 25-1번지에 묻혔다. 이와 관련하여 경명군의 후손들이 이곳에 살기 시작한 후부터 이곳을 새마을, 새말, 신촌이라 불렀다고 한다.